# 이실두르
이실두르(영어: Isildur)는 J.R.R 톨킨의 가운데땅 시리즈의 등장인물이다.  곤도르를 동생 아나리온과 함께 다스렸고 제 1차 반지 전쟁에서 엘렌딜, 아나리온이 전사하자 아나리온의 아들 메넬딜을 교육시켜 곤도르 왕권을 물려주고 자신의 아버지의 왕국 아르노르를 다스리기 위해 떠나는 중 창포벌판(글래든 평야)오크의 공격에 살해당한다. 그가 살해될 당시 소유하던 절대반지는 안두인 대하에 빠져 오랜 세월 종적을 감췄다. 엘렌딜의 장남이다.
다행히 이실두르와 함께 참변을 당한 오흐타르 같은 일부가 극적으로 목숨을 부지해 이 사건을 전하였기에 후대에 기록이 남았다.이떄 이실두르의 아들은 임라드리스에서 생존해 있었다.